# Brij Bhushan Kabra
Brij Bhushan Kabra, né en 1937 à Jodhpur (Raj britannique) et mort le 12 avril 2018 à Ahmedabad (Gujarat, Inde), est un musicien indien.
Il a popularisé la guitare hawaïenne en Inde et a démontré qu'il était possible de l'utiliser en musique classique indienne.

## Biographie
Élevé dans la « Shah goverdhanlal kabra public school » de Jodhpur, Brij Bhushan Kabra suit des études de géologie et, lors d'une visite à Calcutta découvre la guitare hawaïenne qu'il décide d'apprendre. Il devient alors élève d'Ali Akbar Khan.
Modifiant la guitare en y ajoutant des cordes sympathiques et des cordes de bourdon, il obtient le succès en 1967 avec l'album Call of the Valley avec Hariprasad Chaurasia et Shivkumar Sharma, l'album entrant même dans l'ouvrage de référence Les 1001 albums qu'il faut avoir écoutés dans sa vie.

## Discographie
- Two Raga Moods on Guitar, 1960
- Sitar-Guitar Duet, 1960
- Call of the Valley, 1967
- Lure of the Desert, 1990
- Till Death Do Us Part, 2004
- Love's Dawn, 2004
- Raag Maru Bihag,2004
- The Melting Pot Overfloweth, 2004

## Récompenses
Brij Bhushan Kabra reçoit en 1983-1984 le Rajasthan Sangeet Natak Akademi Award et en 2005 un Sangeet Natak Akademi Award.